# Eleições autárquicas portuguesas de 1993 no distrito de Bragança
| Eleições autárquicas portuguesas de 1993 Distritos: Aveiro \| Beja \| Braga \| Bragança \| Castelo Branco \| Coimbra \| Évora \| Faro \| Guarda \| Leiria \| Lisboa \| Portalegre \| Porto \| Santarém \| Setúbal \| Viana do Castelo \| Vila Real \| Viseu \| Açores \| Madeira |

## Resultados por concelho
Os resultados nos concelhos do distrito de Bragança foram os seguintes:

### Alfândega da Fé
| Partido                 | Partido                        | Votos | %               | +/-   | Vereadores | +/-     |
| ----------------------- | ------------------------------ | ----- | --------------- | ----- | ---------- | ------- |
|                         | Partido Socialista             | 2 612 | 54,15 / 100,00  | 7,16  | 3 / 5      | Estável |
|                         | Partido Social Democrata       | 1 900 | 39,39 / 100,00  | 10,55 | 2 / 5      | 1       |
|                         | Partido Popular                | 135   | 2,80 / 100,00   | 14,51 | 0 / 5      | 1       |
|                         | Coligação Democrática Unitária | 41    | 0,85 / 100,00   | 1,59  | 0 / 5      | Estável |
| Votos Inválidos         | Votos Inválidos                | 136   | 2,82 / 100,00   | 1,59  |            |         |
| Total                   | Total                          | 4 824 | 100,00 / 100,00 |       | 5 / 5      |         |
| Eleitorado/Participação | Eleitorado/Participação        | 6 287 | 76,73 / 100,00  | 2,40  |            |         |

### Bragança
| Partido                 | Partido                        | Votos  | %               | +/-  | Vereadores | +/-     |
| ----------------------- | ------------------------------ | ------ | --------------- | ---- | ---------- | ------- |
|                         | Partido Socialista             | 10 795 | 54,41 / 100,00  | 9,65 | 4 / 7      | Estável |
|                         | Partido Social Democrata       | 7 043  | 35,50 / 100,00  | 2,87 | 3 / 7      | Estável |
|                         | Partido Popular                | 881    | 4,44 / 100,00   | 5,42 | 0 / 7      | Estável |
|                         | Coligação Democrática Unitária | 368    | 1,85 / 100,00   | 0,72 | 0 / 7      | Estável |
| Votos Inválidos         | Votos Inválidos                | 754    | 3,80 / 100,00   | 0,66 |            |         |
| Total                   | Total                          | 19 841 | 100,00 / 100,00 |      | 7 / 7      |         |
| Eleitorado/Participação | Eleitorado/Participação        | 31 676 | 62,64 / 100,00  | 4,96 |            |         |

### Carrazeda de Ansiães
| Partido                 | Partido                        | Votos | %               | +/-  | Vereadores | +/-     |
| ----------------------- | ------------------------------ | ----- | --------------- | ---- | ---------- | ------- |
|                         | Partido Social Democrata       | 2 547 | 45,34 / 100,00  | 0,58 | 3 / 5      | Estável |
|                         | Partido Socialista             | 1 520 | 27,06 / 100,00  | 5,57 | 1 / 5      | 1       |
|                         | Partido Popular                | 1 245 | 22,16 / 100,00  | 8,91 | 1 / 5      | 1       |
|                         | Coligação Democrática Unitária | 67    | 1,19 / 100,00   | 0,61 | 0 / 5      | Estável |
| Votos Inválidos         | Votos Inválidos                | 239   | 3,25 / 100,00   | 1,20 |            |         |
| Total                   | Total                          | 5 618 | 100,00 / 100,00 |      | 5 / 5      |         |
| Eleitorado/Participação | Eleitorado/Participação        | 8 325 | 67,48 / 100,00  | 1,15 |            |         |

### Freixo de Espada à Cinta
| Partido                 | Partido                        | Votos | %               | +/-  | Vereadores | +/-     |
| ----------------------- | ------------------------------ | ----- | --------------- | ---- | ---------- | ------- |
|                         | Partido Socialista             | 1 859 | 55,08 / 100,00  | 4,78 | 3 / 5      | Estável |
|                         | Partido Social Democrata       | 1 263 | 37,42 / 100,00  | 5,20 | 2 / 5      | Estável |
|                         | Partido Popular                | 75    | 2,22 / 100,00   | 9,70 | 0 / 5      | Estável |
|                         | Coligação Democrática Unitária | 37    | 1,10 / 100,00   | 0,21 | 0 / 5      | Estável |
| Votos Inválidos         | Votos Inválidos                | 141   | 4,18 / 100,00   | 0,08 |            |         |
| Total                   | Total                          | 3 375 | 100,00 / 100,00 |      | 5 / 5      |         |
| Eleitorado/Participação | Eleitorado/Participação        | 4 532 | 74,47 / 100,00  | 1,59 |            |         |

### Macedo de Cavaleiros
| Partido                 | Partido                        | Votos  | %               | +/-   | Vereadores | +/-     |
| ----------------------- | ------------------------------ | ------ | --------------- | ----- | ---------- | ------- |
|                         | Partido Socialista             | 4 955  | 41,45 / 100,00  | 22,63 | 3 / 7      | 2       |
|                         | Partido Social Democrata       | 4 437  | 37,11 / 100,00  | 0,69  | 3 / 7      | Estável |
|                         | Partido Popular                | 2 017  | 16,87 / 100,00  | 19,81 | 1 / 7      | 2       |
|                         | Coligação Democrática Unitária | 113    | 0,95 / 100,00   | 1,12  | 0 / 7      | Estável |
| Votos Inválidos         | Votos Inválidos                | 433    | 3,62 / 100,00   | 1,00  |            |         |
| Total                   | Total                          | 11 955 | 100,00 / 100,00 |       | 7 / 7      |         |
| Eleitorado/Participação | Eleitorado/Participação        | 17 766 | 67,29 / 100,00  | 2,69  |            |         |

### Miranda do Douro
| Partido                 | Partido                        | Votos | %               | +/-  | Vereadores | +/-     |
| ----------------------- | ------------------------------ | ----- | --------------- | ---- | ---------- | ------- |
|                         | Partido Socialista             | 3 286 | 56,01 / 100,00  | 2,43 | 3 / 5      | Estável |
|                         | Partido Social Democrata       | 2 209 | 37,65 / 100,00  | 0,13 | 2 / 5      | Estável |
|                         | Partido Popular                | 95    | 1,62 / 100,00   | 1,49 | 0 / 5      | Estável |
|                         | Coligação Democrática Unitária | 43    | 0,73 / 100,00   | 0,25 | 0 / 5      | Estável |
| Votos Inválidos         | Votos Inválidos                | 234   | 3,99 / 100,00   | 0,55 |            |         |
| Total                   | Total                          | 5 867 | 100,00 / 100,00 |      | 5 / 5      |         |
| Eleitorado/Participação | Eleitorado/Participação        | 8 297 | 70,71 / 100,00  | 1,98 |            |         |

### Mirandela
| Partido                 | Partido                        | Votos  | %               | +/-   | Vereadores | +/-     |
| ----------------------- | ------------------------------ | ------ | --------------- | ----- | ---------- | ------- |
|                         | Partido Social Democrata       | 10 538 | 67,31 / 100,00  | 35,59 | 6 / 7      | 4       |
|                         | Partido Socialista             | 2 230  | 14,24 / 100,00  | 0,07  | 1 / 7      | Estável |
|                         | Partido Popular                | 1 649  | 10,53 / 100,00  | 35,83 | 0 / 7      | 4       |
|                         | Coligação Democrática Unitária | 494    | 3,16 / 100,00   | 0,75  | 0 / 7      | Estável |
| Votos Inválidos         | Votos Inválidos                | 744    | 4,75 / 100,00   | 0,92  |            |         |
| Total                   | Total                          | 15 655 | 100,00 / 100,00 |       | 7 / 7      |         |
| Eleitorado/Participação | Eleitorado/Participação        | 23 736 | 65,95 / 100,00  | 1,52  |            |         |

### Mogadouro
| Partido                 | Partido                        | Votos  | %               | +/-  | Vereadores | +/-     |
| ----------------------- | ------------------------------ | ------ | --------------- | ---- | ---------- | ------- |
|                         | Partido Socialista             | 4 196  | 49,01 / 100,00  | 8,88 | 4 / 7      | 1       |
|                         | Partido Social Democrata       | 3 733  | 43,60 / 100,00  | 1,86 | 3 / 7      | Estável |
|                         | Partido Popular                | 270    | 3,15 / 100,00   | 9,72 | 0 / 7      | 1       |
|                         | Coligação Democrática Unitária | 67     | 0,78 / 100,00   | 0,71 | 0 / 7      | Estável |
| Votos Inválidos         | Votos Inválidos                | 295    | 3,44 / 100,00   | 0,26 |            |         |
| Total                   | Total                          | 8 561  | 100,00 / 100,00 |      | 7 / 7      |         |
| Eleitorado/Participação | Eleitorado/Participação        | 12 031 | 71,16 / 100,00  | 6,20 |            |         |

### Torre de Moncorvo
| Partido                 | Partido                        | Votos  | %               | +/-   | Vereadores | +/-     |
| ----------------------- | ------------------------------ | ------ | --------------- | ----- | ---------- | ------- |
|                         | Partido Socialista             | 3 379  | 45,10 / 100,00  | 11,52 | 3 / 7      | 1       |
|                         | Partido Social Democrata       | 2 742  | 36,59 / 100,00  | 2,04  | 3 / 7      | Estável |
|                         | Partido Popular                | 1 021  | 13,63 / 100,00  | -     | 1 / 7      | -       |
|                         | Coligação Democrática Unitária | 83     | 1,11 / 100,00   | 0,09  | 0 / 7      | Estável |
| Votos Inválidos         | Votos Inválidos                | 268    | 3,57 / 100,00   | 0,02  |            |         |
| Total                   | Total                          | 7 493  | 100,00 / 100,00 |       | 7 / 7      |         |
| Eleitorado/Participação | Eleitorado/Participação        | 10 803 | 69,36 / 100,00  | 0,34  |            |         |

### Vila Flor
| Partido                 | Partido                        | Votos | %               | +/-   | Vereadores | +/-     |
| ----------------------- | ------------------------------ | ----- | --------------- | ----- | ---------- | ------- |
|                         | Partido Socialista             | 3 297 | 57,70 / 100,00  | 37,80 | 3 / 5      | 2       |
|                         | Partido Social Democrata       | 1 754 | 30,70 / 100,00  | 8,44  | 2 / 5      | Estável |
|                         | Partido Popular                | 366   | 6,41 / 100,00   | 24,23 | 0 / 5      | 2       |
|                         | Coligação Democrática Unitária | 83    | 1,45 / 100,00   | 5,27  | 0 / 5      | Estável |
| Votos Inválidos         | Votos Inválidos                | 214   | 3,75 / 100,00   | 0,35  |            |         |
| Total                   | Total                          | 5 714 | 100,00 / 100,00 |       | 5 / 5      |         |
| Eleitorado/Participação | Eleitorado/Participação        | 7 886 | 72,46 / 100,00  | 1,09  |            |         |

### Vimioso
| Partido                 | Partido                        | Votos | %               | +/-  | Vereadores | +/-     |
| ----------------------- | ------------------------------ | ----- | --------------- | ---- | ---------- | ------- |
|                         | Partido Socialista             | 2 233 | 51,05 / 100,00  | 4,91 | 3 / 5      | Estável |
|                         | Partido Social Democrata       | 1 893 | 43,28 / 100,00  | 5,67 | 2 / 5      | Estável |
|                         | Coligação Democrática Unitária | 49    | 1,12 / 100,00   | 0,38 | 0 / 5      | Estável |
| Votos Inválidos         | Votos Inválidos                | 199   | 4,55 / 100,00   | 1,14 |            |         |
| Total                   | Total                          | 4 374 | 100,00 / 100,00 |      | 5 / 5      |         |
| Eleitorado/Participação | Eleitorado/Participação        | 6 494 | 67,35 / 100,00  | 0,30 |            |         |

### Vinhais
| Partido                 | Partido                        | Votos  | %               | +/-   | Vereadores | +/-     |
| ----------------------- | ------------------------------ | ------ | --------------- | ----- | ---------- | ------- |
|                         | Partido Socialista             | 4 362  | 48,43 / 100,00  | 10,70 | 4 / 7      | 1       |
|                         | Partido Social Democrata       | 4 154  | 46,12 / 100,00  | 3,40  | 3 / 7      | 1       |
|                         | Partido Popular                | 145    | 1,61 / 100,00   | 7,04  | 0 / 7      | Estável |
|                         | Coligação Democrática Unitária | 37     | 0,41 / 100,00   | 0,09  | 0 / 7      | Estável |
| Votos Inválidos         | Votos Inválidos                | 308    | 4,42 / 100,00   | 0,83  |            |         |
| Total                   | Total                          | 9 006  | 100,00 / 100,00 |       | 7 / 7      |         |
| Eleitorado/Participação | Eleitorado/Participação        | 13 157 | 68,45 / 100,00  | 1,06  |            |         |